# Pittston
|  | Per a altres significats, vegeu «Pittston (Maine)». |

Pittston és una població del Comtat de Luzerne a l'estat de Pennsilvània als Estats Units d'Amèrica. Segons el cens del 2000 tenia 8.104 habitants.

## Demografia
Segons el cens del 2000, Pittston tenia 8.104 habitants, 3.530 habitatges, i 2.170 famílies. La densitat de població era de 1.955,6 habitants/km².
Dels 3.530 habitatges en un 25,6% hi vivien nens de menys de 18 anys, en un 38,4% hi vivien parelles casades, en un 17,7% dones solteres, i en un 38,5% no eren unitats familiars. En el 34,7% dels habitatges hi vivien persones soles el 18,5% de les quals corresponia a persones de 65 anys o més que vivien soles. El nombre mitjà de persones vivint en cada habitatge era de 2,28 i el nombre mitjà de persones que vivien en cada família era de 2,94.
Per edats la població es repartia de la següent manera: un 21,7% tenia menys de 18 anys, un 7,8% entre 18 i 24, un 26,3% entre 25 i 44, un 22% de 45 a 60 i un 22,2% 65 anys o més.
L'edat mediana era de 41 anys. Per cada 100 dones de 18 o més anys hi havia 80,9 homes.
La renda mitjana per habitatge era de 27.103 $ i la renda mitjana per família de 33.861 $. Els homes tenien una renda mitjana de 28.351 $ mentre que les dones 21.417 $. La renda per capita de la població era de 14.686 $. Entorn de l'11,8% de les famílies i el 15,5% de la població estaven per davall del llindar de pobresa.

## Poblacions properes
El següent diagrama mostra les poblacions més properes.